# Tord Danielsson
Tord Danielsson, född 7 september 1980, är en svensk regissör och manusförfattare.

## Biografi
Tord Danielsson växte upp i Vagnhärad och bodde där fram till 2001 innan han flyttade till Nyköping. Där jobbade Danielsson på en takpannefabrik i sex år innan han beslutade sig för att börja jobba med film. Under sina år som regissör och manusförfattare har han bland annat regisserat och skrivit manus till SVT:s julkalendrar Jakten på tidskristallen (2017) och Kronprinsen som försvann (2022), och skräckfilmen Andra sidan (2020).

## Filmografi
- 2012 – Kjelles smakresa i Asien (TV-serie)
- 2013 – Kjelles smakresa i Latinamerika (TV-serie)
- 2014 – Vikingshill (TV-serie)
- 2015 – En delad värld (TV-serie)
- 2016–2017 – Syrror (TV-serie)
- 2017 – Jakten på tidskristallen (TV-serie)
- 2020 – Andra sidan
- 2022 – Kronprinsen som försvann (TV-serie)
- 2025 – Kronprinsen och tyrannens återkomst